# دانشگاه ملک سعود

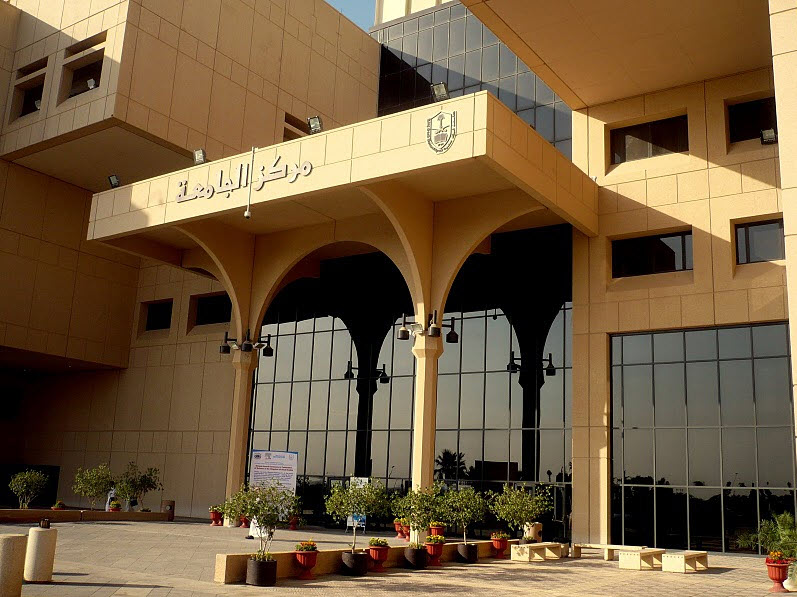

دانشگاه ملک سعود (به عربی: جامعة الملک سعود)، بزرگترین و قدیمی‌ترین دانشگاه در کشور عربستان سعودی است که در سال ۱۹۵۷ میلادی توسط ملک سعود در شهر ریاض تأسیس شد.
دانشگاه ملک سعود با بیش از ۵۰ هزار دانشجو، بزرگترین دانشگاه عربستان سعودی را تشکیل می‌دهد.

## دانش آموختگان سرشناس
- محمد بن سلمان آل سعود